# Persinette

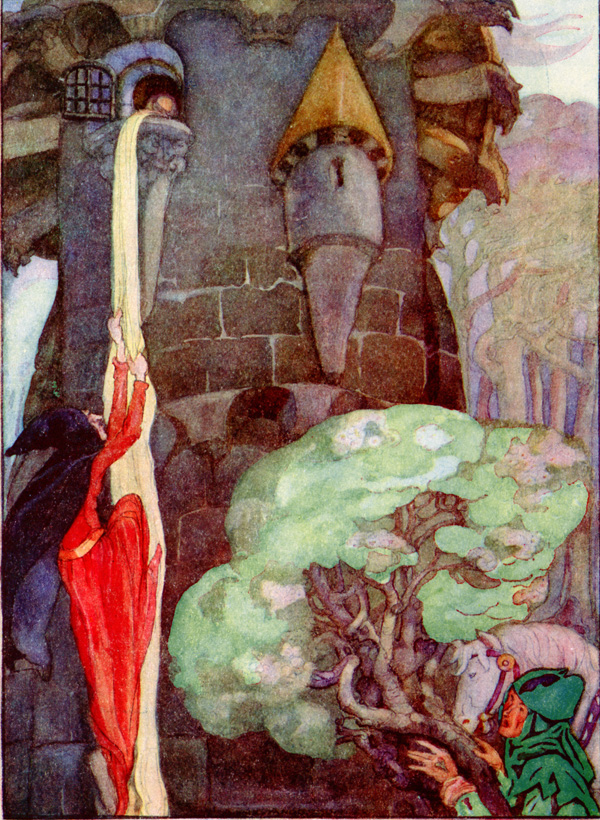
Raperonzolo, fiaba simile a Persinette. Illustrazione di Anne Anderson.

Persinette è una fiaba letteraria francese, scritta da Charlotte-Rose de Caumont de La Force, pubblicata nel libro del 1698 Les Contes des Contes. Appartiene al tipo 310 della classificazione Aarne-Thompson, la fanciulla nella torre, e ha avuto un'influenza significativa sulla fiaba tedesca Raperonzolo.

## Trama
Una coppia felicemente sposata attende la nascita del loro primo figlio. Vivono accanto a una fata il cui giardino recintato è pieno di frutta, piante e verdure, compreso il prezzemolo, che è particolarmente raro. La moglie lo desidera disperatamente, così il marito si intrufola in giardino mentre il cancello è aperto per prenderne un po' per lei. La seconda volta che lo fa, la fata lo cattura. L'uomo chiede perdono e spiega la sua storia. La fata risponde offrendogli tutto il prezzemolo che vuole se le darà il bambino.
La fata assiste al parto e chiama la bambina Persinette. Dona alla bambina una grande bellezza e la porta a casa per crescerla. Tuttavia, la fata è preoccupata per il suo destino, e quando Persinette ha dodici anni, la fata la trasferisce in una torre d'argento nel mezzo della foresta. Persinette vive in grande ricchezza circondata da bei vestiti e cibo. Quando la fata viene in visita, dice a Persinette di abbassare i suoi capelli dorati lunghi trentotto metri in modo che possa arrampicarsi.
Un giorno, un principe a caccia sente cantare Persinette. Lei è spaventata dalla sua vista. Il principe cerca maggiori informazioni sulla ragazza nella torre e un giorno sente la fata che dice a Persinette di abbassarsi i capelli. Quella notte imita la voce della fata per arrampicarsi sui capelli di Persinette fino alla torre. La corteggia immediatamente e le propone il matrimonio, e iniziano a incontrarsi ogni notte. Persinette rimane presto incinta.
Notando la gravidanza di Persinette, la fata le fa confessare la verità. Taglia le trecce di Persinette e la porta con una nuvola in una capanna in riva al mare, dove la lascia. La capanna è dotata di cibo che si rigenera magicamente. Lì Persinette dà alla luce due gemelli, un maschio e una femmina.
Nel frattempo, la fata attira il principe alla torre mimando il canto di Persinette e abbassando i capelli della ragazza come una corda. Il principe raggiunge la cima della torre e la fata lo affronta. Quando lei gli dice che Persinette non è più sua, lui si lancia dalla torre. Non muore ma ma viene accecato dai rovi su cui precipita. Il ragazzo trascorre anni vagando nel deserto, cercando Persinette, finché un giorno la sente cantare. È entrato nel bosco dove ora vive con i loro figli. Quando le lacrime di gioia di Persinette gli cadono sugli occhi, riacquista la vista.
La famiglia si riunisce ma presto scopre che il cibo fornito magicamente ora si trasforma in pietra quando provano a mangiare e la loro acqua si trasforma in cristallo. Le erbe si trasformano in rospi e creature velenose, e gli uccelli diventano draghi e arpie. Persinette e il principe si preparano a morire abbracciando la loro famiglia. Tuttavia, la fata è toccata dalla loro devozione e arriva su un carro d'oro. Li porta al palazzo del padre del principe, dove vengono accolti a casa.

## Traduzione
Persinette venne tradotta in tedesco da Friedrich Schulz, che la pubblicò nel 1790 in Kleine Romane reintitolandola Rapunzel e sostituendo il prezzemolo con dei raperonzoli. Si presume che i fratelli Grimm si basarono su questa traduzione per la loro versione di Raperonzolo, che pubblicarono nel 1812 in Kinder- und Hausmärchen epurandola da alcuni elementi che credevano fossero stati aggiunti successivamente alla fiaba originale tedesca. Negli anni a seguire la fiaba venne revisionata fino all'ultima riedizione della raccolta del 1857.

## Opera
- (FR) Charlotte-Rose de Caumont de la Force, Persinette, in Les Fées, Contes des Contes, Amsterdam, chez Pierre Mortier Libraire, 1711  [1692],  pp. 42-57.